# Reprezentacja Ukrainy w tenisie mężczyzn
Reprezentacja Ukrainy w tenisie mężczyzn – zespół mężczyzn, biorący udział w imieniu Ukrainy w meczach i sportowych imprezach międzynarodowych w tenisie, powoływany przez selekcjonera, w którym mogą występować wyłącznie zawodnicy posiadający obywatelstwo ukraińskie. Za jego funkcjonowanie odpowiedzialny jest Ukraiński Związek Tenisa Ziemnego (FTU).

## Historia
Swój pierwszy oficjalny mecz reprezentacja Ukrainy rozegrała w 1993 roku w rozgrywkach Pucharu Davisa. 4-krotnie występowała w barażach do Grupy Światowej w 2009, 2013,
2014, 2016, jednak nie potrafiła przebić się do 16 najlepszych drużyn.

## Rekordziści drużyny
| Najwięcej zwycięstw we wszystkich grach | 42-26 | Serhij Stachowski                 |
| Najwięcej zwycięstw w grze pojedynczej  | 28-16 | Serhij Stachowski                 |
| Najwięcej zwycięstw w grze podwójnej    | 14-10 | Serhij Stachowski                 |
| Najlepsza para                          | 7-2   | Andrij Medwediew / Dmytro Polakow |
| Najwięcej gier w turnieju               | 28    | Serhij Stachowski                 |
| Najdłużej lat w turnieju                | 13    | Serhij Stachowski                 |